# Ceruja Szalew
Ceruja Szalew (hebr. צרויה שלו, ang. Zeruya Shalev; ur. 13 maja 1959 w kibucu Kinneret) – izraelska pisarka. Jest obecnie najczęściej tłumaczoną współczesną pisarką izraelską.

## Życiorys
W 1988 zadebiutowała tomem poezji (hebr. מטרה נוחה לצלפים), a w 1993 opublikowała powieść Tańczyłam, stałam (hebr. רקדתי עמדתי). W 1997 wydała książkę Życie miłosne (hebr. חיי אהבה), która przyniosła jej międzynarodowy sukces i liczne nagrody. Została przełożona na ponad dwadzieścia języków oraz powstała na jej podstawie adaptacja filmowa. Jej kolejna książka, wydana w 2000 powieść Mąż i żona (hebr. בעל ואישה), nagrodzona została niemiecką nagrodą Corine Internationaler Buchpreis. W 2005 wydała kolejną książkę Po rozstaniu (hebr. תרה), która jest trzecią częścią trylogii (rozpoczętej Życiem miłosnym). W Polsce ukazało się sześć jej powieści, wydanych przez Wydawnictwo W.A.B.: Życie miłosne (2003), Mąż i żona (2004), Po rozstaniu (2008), Co nam zostało (2013), Ból (2017) oraz Los (2023).
Ceruja Szalew otrzymała za swoją twórczość liczne nagrody, m.in. trzykrotnie izraelską nagrodę ACUM Prize (1997, 2003, 2005), Golden Book Prize przyznawaną przez stowarzyszenie izraelskich wydawców, francuską Prix Fémina w 2002 oraz Amphi Award w 2003.